# Escolives-Sainte-Camille
Escolives-Sainte-Camille – miejscowość i gmina we Francji, w regionie Burgundia-Franche-Comté, w departamencie Yonne.
Według danych na rok 1990 gminę zamieszkiwało 508 osób, a gęstość zaludnienia wynosiła 68 osób/km² (wśród 2044 gmin Burgundii Escolives-Sainte-Camille plasuje się na 452. miejscu pod względem liczby ludności, natomiast pod względem powierzchni na miejscu 1079.).